# Rocca di Pietracassia
La Rocca di Pietracassia è un castello medievale diroccato posto nel comune di Lajatico, in provincia di Pisa, affacciato sulla Val di Sterza.

## Storia
Posta a 534 metri di altitudine, tra i boschi della Valdera, venne innalzata intorno a un grosso masso calcareo la cui caratteristica fenditura sembra abbia dato origine al nome della struttura: pietra cassa significa infatti "pietra spaccata". Un'altra ipotesi sul toponimo la collega al triumviro romano Crasso, in quanto alcuni autori, sottolineando la presenza etrusca nella zona, ipotizzano un interesse romano alla zona, dedicata all'estrazione di rame.
Proprio per sorvegliare il tratto commerciale che portava a Montecatini pare che sia nata l'esigenza di erigere una struttura difensiva, posta in comunicazione visiva con le torri circostanti: Monte Vaso, Chianni, Terricciola, Lajatico, Orciatico, Peccioli, Miemo. La data precisa di costruzione è ignota, ma per alcuni autori è risalente all'epoca longobarda. Le prime notizie risalgono, comunque, al 1028 quando viene citata in alcuni documenti come importante punto di confine tra la diocesi di Volterra e il territorio pisano. Agli inizi del XII secolo di proprietà dei conti Cadolingi di Fucecchio, costruttori della Badia di Morrona, venne acquistata il 26 gennaio 1115 dal vescovo Ruggieri di Volterra per 50 lire, insieme alla metà dei possedimenti del conte Uguccione, oberato dai debiti. Seppur di proprietà ecclesiastica, il fortilizio venne gestito da Pisa fino al secolo successivo.
A seguito della sconfitta della Repubblica Pisana nella battaglia della Meloria, avvenuta il 6 agosto 1284, i Lucchesi e Fiorentini ottennero il controllo della rocca e di altri 22 castelli della Valdera. Nel 1305 la rocca risulta tenuta da Giacomo (o Jacopo) Gaetani detto Sciarra, un potente patrizio pisano, Conte di Terriccio, favorito dai Volterrani: nonostante ciò, nell'aprile del 1307, gli Anziani di Pisa decretarono che Volterra non potesse in alcun modo sostenere il castello.
Grazie all'influenza dell'Imperatore Carlo IV la struttura tornò sotto l'influenza della diocesi volterrana nel 1355, ma nel 1405, dopo un assedio da parte del Comune di Pisa, il conte Pietro Gaetani la vendette a Firenze, insieme ai feudi di Orciatico e Lajatico, prima di trasferirsi in Sicilia e compare diversi castelli con la somma ricevuta. Ribellatasi al dominio fiorentino nel 1431, la rocca venne riconquistata dopo tre anni e smantellata per rappresaglia. Da allora si trova in stato di abbandono.

## Descrizione

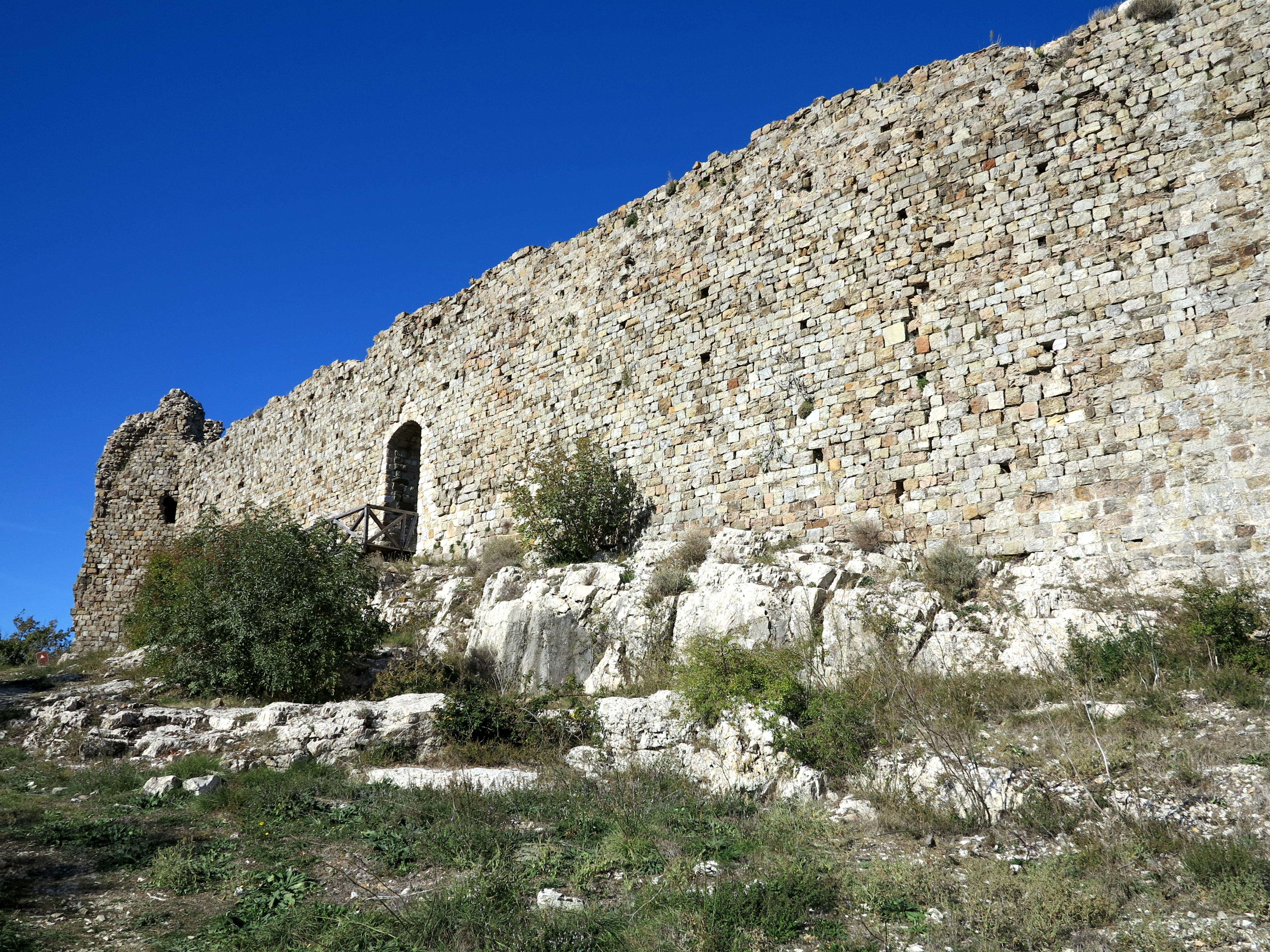
Cortina, fronte esterno

Il complesso fortificato è composto da due strutture distinte: la rocca e il castello vero e proprio. La prima, di epoca più recente, è una cinta muraria posta lungo i confini del colle ad avvolgere il secondo, molto più antico. La struttura si interrompe bruscamente sul lato nord, formato da uno strapiombo roccioso. Formata da conci di pietra calcarea estratta dalle cave vicine e abilmente lavorata, le mura emergono tra le rocce circostanti senza discrepanze cromatiche, integrandosi perfettamente con il paesaggio.
La rocca, risalente al XIII secolo, è formata da grandi blocchi di pietra legati con malta. Questa seconda cinta muraria forse era destinata ad accogliere un eventuale borgo da annettere al castello, ma più probabilmente servì da semplice rinforzo alla difesa del complesso sul lato più espugnabile, quello meridionale.

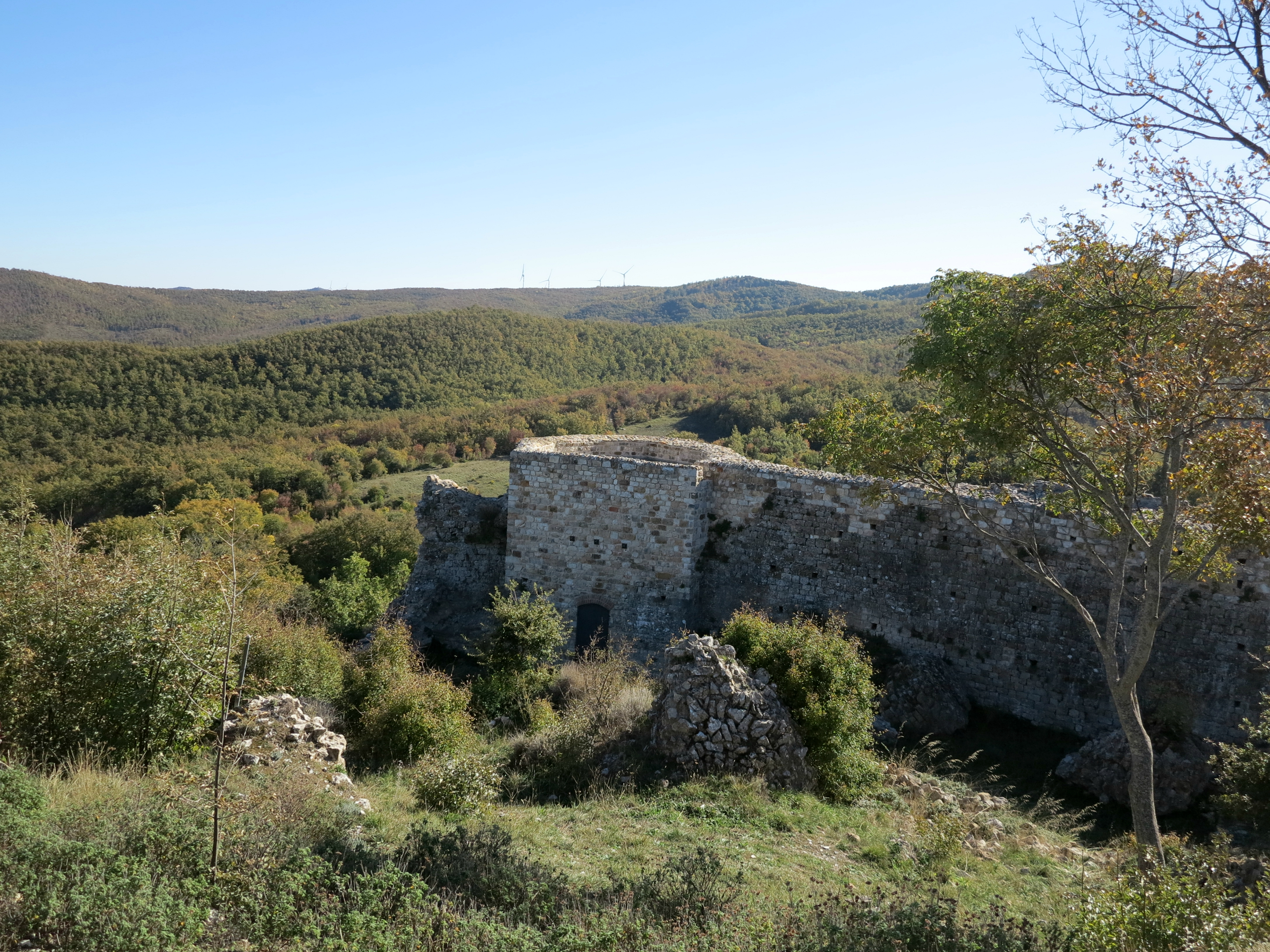
Cortina, fronte interno e la torre eptagonale

Il castello ha una massiccia forma squadrata con la facciata principale rivolta a sud, priva di aperture e di merlature, con feritoie di epoca posteriore. Oltre al mastio, dispone di due torri collegate da possenti mura: una occidentale a pianta quadrata e una orientale a pianta eptagonale. Solo la seconda risulta essere ai giorni nostri in buono stato e accessibile, mostrando ai visitatori una pregevole volta a botte. Al castello si accede tramite un ingresso sopraelevato posto vicino alla torre di ponente e oggi gravemente danneggiato. Nulla rimane degli edifici interni, solamente il mastio conserva parte della sua struttura, per il resto crollata.